# Emma Juslin
Emma Juslin, född 1985 i Borgå i Nyland, är en finlandssvensk författare.

## Priser och utmärkelser
- Svenska Yles litteraturpris 2007[1] för romanen Frida och Frida
- Tiiliskivi (Tegelstenspriset) 2009, nominerad för romanen Ensamma tillsammans[2]

## Översättningar
- Frida ja Frida, 2007
- Yksin yhdessä, 2009
- Фрида и Фрида (Георги Илиев), 2012